# Lei Eusébio de Queirós
Na legislação brasileira, a Lei Eusébio de Queirós ou lei n.º 581/1850, promulgada no Segundo Reinado, proibiu a entrada de africanos escravos no Brasil, criminalizando quem a infringisse, conforme o seu artigo 3.º (ver Gabinete Monte Alegre).
Um dos principais motivos de sua promulgação foi a pressão da Inglaterra, materializada pela aplicação unilateral, por aquele país, do chamado Bill Aberdeen, ato do Parlamento Britânico, promulgado em 9 de agosto de 1845, que autorizava os britânicos a prender qualquer navio suspeito de transportar escravos no oceano Atlântico.
A continuidade da escravatura no Brasil foi ficando insustentável com o passar do tempo, colocando o país entre as nações vistas como "não civilizadas". A pressão inglesa foi tanta, que dois meses antes da aprovação dessa lei, a esquadra britânica atacou a costa brasileira belicamente.
O Partido Conservador, a partir de aproximadamente 1831, passou a defender no Poder Legislativo, o fim do tráfico negreiro. À frente dessa defesa esteve Eusébio de Queirós, Ministro da Justiça, que já havia exercido o cargo de chefe de polícia da Corte. Ele insistiu na razão do país tomar por si só a decisão de colocar fim ao tráfico, preservando a imagem de nação soberana. Medidas mais árduas contra o comércio de pessoas pelo Atlântico foram escritas.
A partir desta medida os gastos excedentes passaram a ser utilizadas em infra-estrutura. Assim foram construídas as primeiras linhas telegráficas e de navegação, as primeiras estradas de ferro. A iluminação a gás chegou às cidades, e o número de colégios passou a se expandir.
O decreto n.º 731 de 1854 (conhecido como 'Lei Nabuco de Araújo') mais tarde intensificaria a repressão ao tráfico, ao atribuir à Marinha a função de processar e julgar aqueles que violassem a Lei Eusébio de Queiroz.
Cerca de 20 anos depois, filhos de escravizadas nascidos a partir de 28 de fevereiro de 1871 estariam livres pela Lei do Ventre Livre.
Em 1885, já quase sem mais conseguir sustentar as pressões externas e internas pela abolição, o governo brasileiro aprovou a 'Lei dos Sexagenários'.

## Dificuldades
Muitos populares contestaram a decisão Governo Imperial, o que motivou ida de Eusébio de Queirós à Câmara dos Deputados, em 16 de julho de 1852. No seu depoimento, citou que inúmeros fazendeiros passavam por dificuldades financeiras graves, não possuindo meios de pagar as dívidas conseguidas com os traficantes de escravos. Disse ele:
(…) "os escravos morriam mas as dívidas ficavam e, com elas, os terrenos hipotecados". 
Eusébio de Queirós pedia uma mudança da "opinião pública" quanto ao término do tráfico, agravando a possibilidade "da nossa propriedade territorial" passar das mãos dos fazendeiros para "os especuladores e traficantes".
Estudiosos acreditam que, ao citar "especuladores e traficantes", referia-se aos portugueses, e isso ficou claro para quem o ouvia. Trazia à tona, então, o velho "fantasma português" que assombrava a "soberania nacional" e a "civilização", afetando o ambiente da lavoura brasileira.

## Consequências
O projeto foi o primeiro a gerar efeitos imediatos na estrutura do tráfico. A entrada de novos escravos baixou a zero em apenas três anos. Mais de 500 mil negros haviam sido trazidos ilegalmente da África para o país até então, com a conivência de todas as autoridades envolvidas.
No entanto, com o fim do tráfico africano, o interno cresceu e concentrou-se nas áreas do Rio de Janeiro e de São Paulo, já que eram as áreas mais produtivas em termos de lavouras de café.
Não demorou muito para que a Inglaterra pressionasse o Brasil a deter o tráfico interno também. A medida definitivamente tomada, então, foi a utilização da mão de obra assalariada.
No mesmo período, o aumento demográfico na Europa, que então vivia a segunda fase da Revolução Industrial, e conflitos em torno dos processos das unificações da Itália e da Alemanha, levaram a um aumento da emigração, passando o Brasil a disputar uma parcela desse fluxo como alternativa para a substituição da mão de obra nas lavouras. Muitos imigrantes europeus chegariam ao país.
Inicialmente houve certos problemas. O principal foi o fato de os fazendeiros estarem acostumados ao sistema escravista, que resultava em problemas para os imigrantes. Na prática, esses negros continuavam submetidos a uma semiescravidão.
Possuir um escravo tornou-se muito caro, levando muitos cafeicultores do oeste paulista a substituir essa mão de obra pela dos imigrantes.
Em vista disso, países como a Alemanha, determinaram a proibição da emigração para o Brasil. Para contornar essa dificuldade, o país adotou um sistema de imigração subvencionada, passando a financiar a vinda e as despesas iniciais dessas pessoas.
Durante a gestão de Eusébio, vários desembarques clandestinos de africanos ocorreram no litoral do Rio de Janeiro. Sem qualquer disfarce, o próprio Ministro admitia a entrada na capital do Império de mais de 90 navios vindos da costa africana, apenas no ano de 1837. Entre 1850 e 1856, ano da última apreensão de que se tem registro, ainda entraram no país cerca de 38 mil africanos.

## Desembarque de africanos

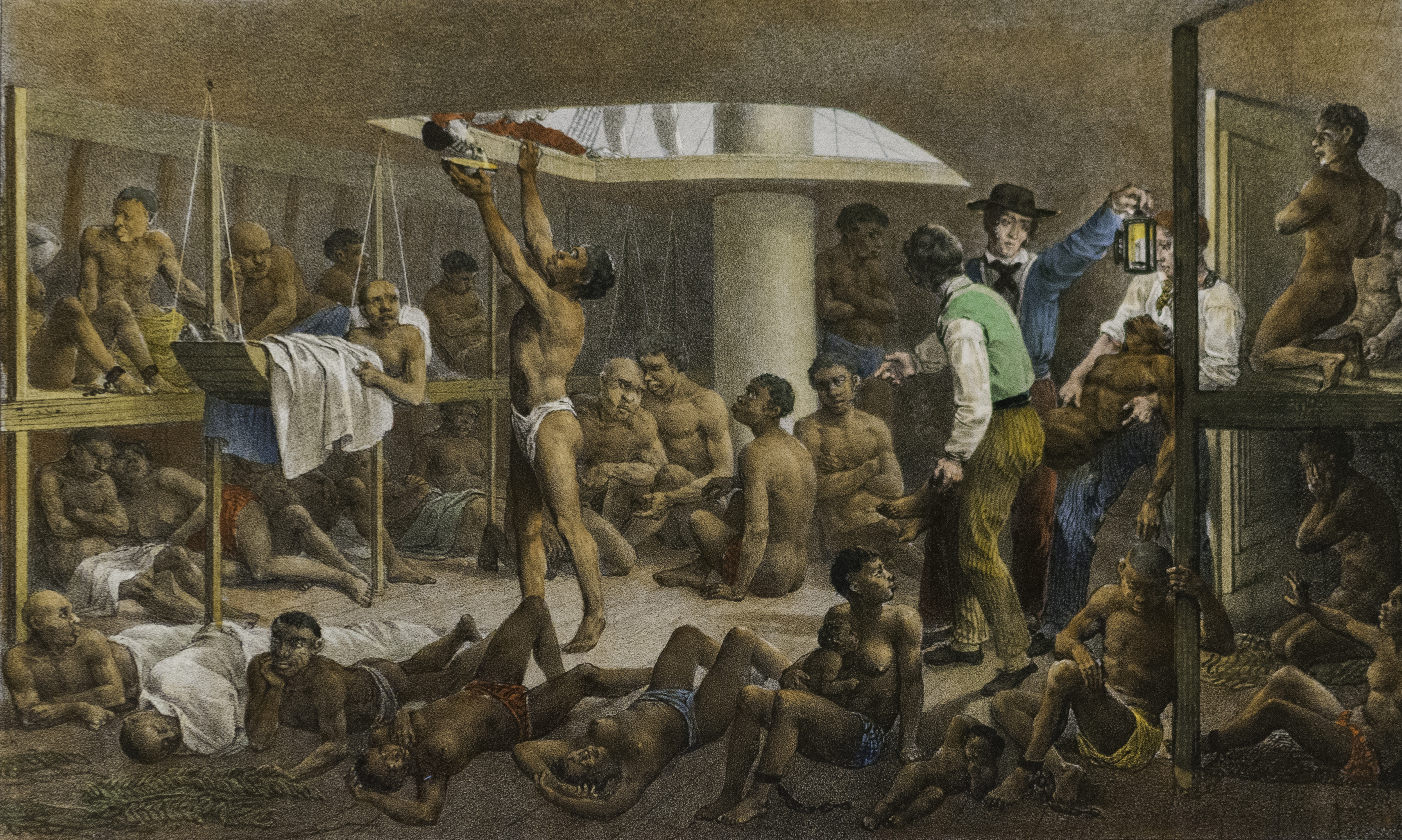
Navio negreiro (Rugendas).

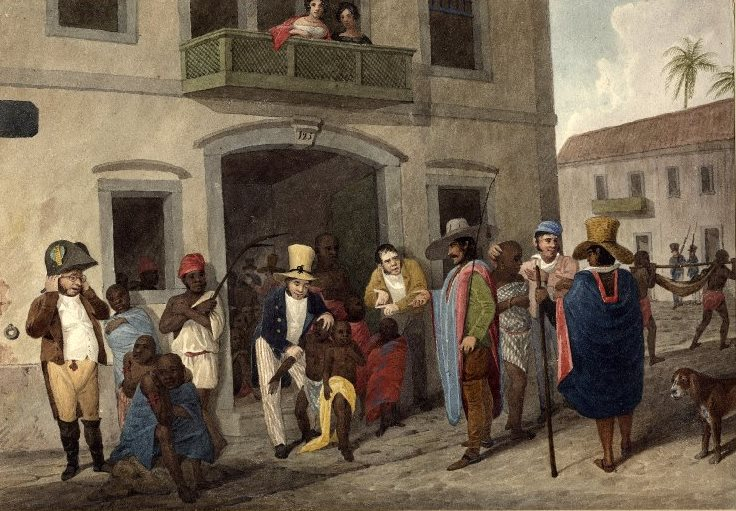
Mercado de escravos no Rio de Janeiro (Debret).

| Desembarque estimado de africanos | Desembarque estimado de africanos | Desembarque estimado de africanos | Desembarque estimado de africanos | Desembarque estimado de africanos |
| Quinquênios                       | Local de desembarque              | Local de desembarque              | Local de desembarque              | Local de desembarque              |
| Quinquênios                       | Total                             | Sul da Bahia                      | Bahia                             | Norte da Bahia                    |
| --------------------------------- | --------------------------------- | --------------------------------- | --------------------------------- | --------------------------------- |
| 1801-1805                         | 117 900                           | 50 100                            | 36 300                            | 31 500                            |
| 1806-1810                         | 123 500                           | 58 300                            | 39 100                            | 26 100                            |
| 1811-1815                         | 139 400                           | 78 700                            | 36 400                            | 24 300                            |
| 1816-1820                         | 188 300                           | 95 700                            | 34 300                            | 58 300                            |
| 1821-1825                         | 181 200                           | 120 100                           | 23 700                            | 37 400                            |
| 1826-1830                         | 250 200                           | 176 100                           | 47 900                            | 26 200                            |
| 1831-1835                         | 93 700                            | 57 800                            | 16 700                            | 19 200                            |
| 1836-1840                         | 240 600                           | 202 800                           | 15 800                            | 22 000                            |
| 1841-1845                         | 120 900                           | 90 800                            | 21 100                            | 9 000                             |
| 1846-1850                         | 257 500                           | 208 900                           | 45 000                            | 3 600                             |
| 1851-1855                         | 6 100                             | 3 300                             | 1 900                             | 900                               |

## Controvérsias
Com aproximadamente 500% de lucro, o tráfico de escravos foi tão conveniente quanto atroz na época. Por isso, não havia problemas com a média de 25% dos escravizados que morriam no trajeto por causa das más condições dos navios.
Partindo desse ponto de vista, a Lei Eusébio de Queiroz chegou a incentivar a continuação do tráfico, por ter resultado no aumento do preço da mercadoria humana, e, portanto, dos benefícios monetários dos traficantes brasileiros e portugueses que, durante alguns anos, ainda tiveram na ausência da proibição, a garantia da continuidade de seus "investimentos".

## Atualidades
Em 4 de setembro de 2024 o Ministério dos Direitos Humanos e da Cidadania divulgou no Instagram oficial da pasta postagens sobre avanços e impactos gerados com essa legislação: "com a lei, a oferta de pessoas escravizadas diminuiu, enfraquecendo a instituição escravista e impondo derrotas econômicas aos traficantes e proprietários. Uma vitória importante para o movimento abolicionista".